# Aylesbury (Saskatchewan)
Pour les articles homonymes, voir Aylesbury.
Aylesbury est une communauté située dans la province de Saskatchewan, dans le centre-sud.